# Siebenberge

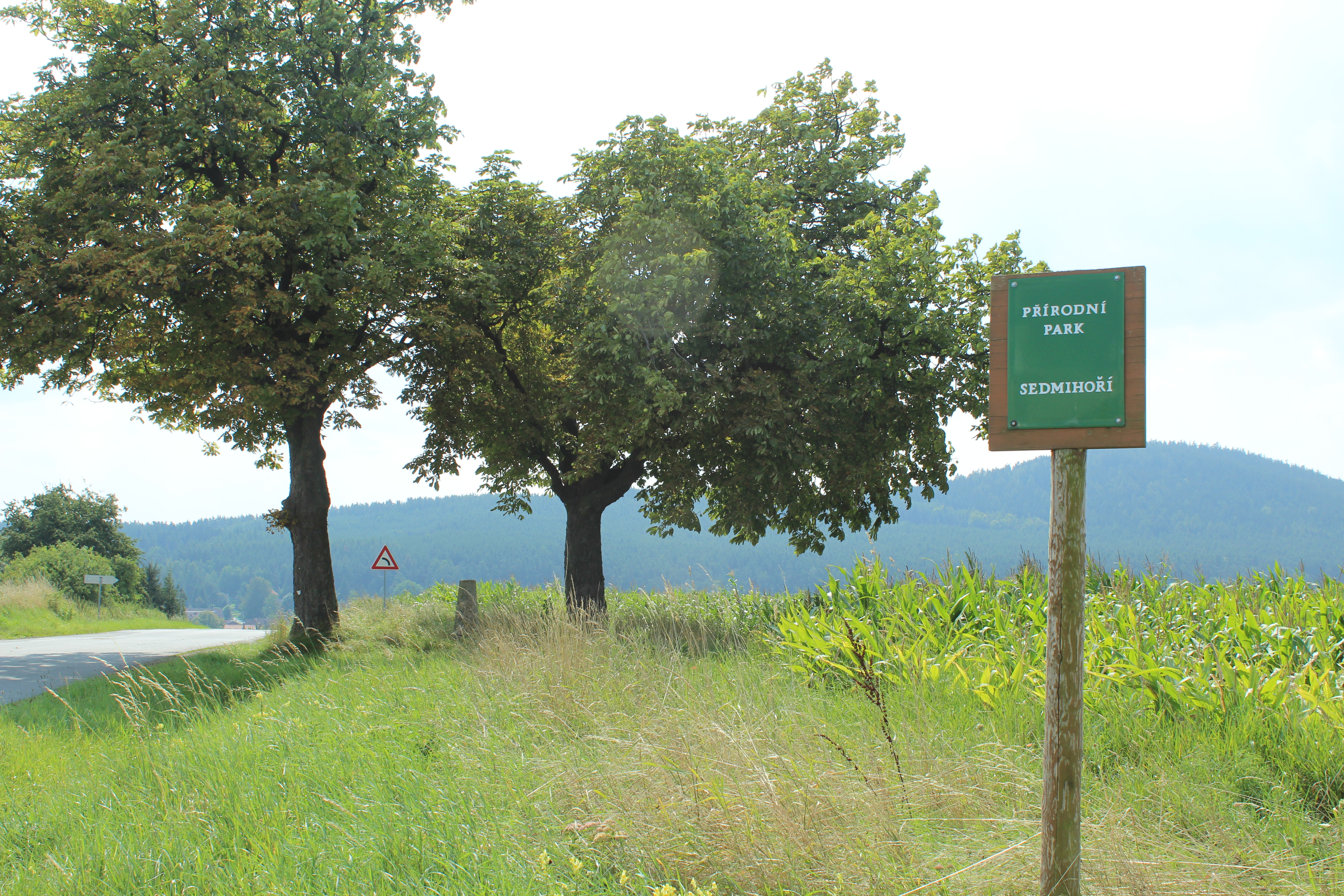
Naturpark Siebenberge (Přírodní park Sedmihoří)

Die Siebenberge (Tschechisch, gleichbedeutend: Sedmihoří auch Mezholezská vrchovina) sind ein kleines Gebirge bei Mirikau (Mířkov) zwischen Bischofsteinitz (Horšovský Týn) und Haid (Bor u Tachova), Westböhmen. Die Siebenberge gehren zum Plaßer Hügelland (Plaská pahorkatina)  und sind als Naturschutzgebiet Přírodní park Sedmihoří geschützt, den man auf einem Naturlehrpfad erkunden kann.
Das überwiegend bewaldete Gebiet des Gebirges besteht aus einer Senke, die nach Osten Richtung Messhals (Mezholezy) offen ist und in den anderen Richtungen von einem Kranz aus elf Gipfeln umgeben ist. Die höchsten Gipfel sind der Ratzauer Berg (Racovský vrch, 619 m) und der Chlum-Berg (609 m). Die Berge sind als Teil eines Plutons etwa vor 300 Millionen Jahren als Teil der variszischen Orogenese entstanden.
Die Berge, im Uhrzeigersinn, sind Ranzlberg (Maly Křakovský vrch), Krakauer Berg (Křakovský vrch), Weiherberg (Rybniči vrch), Sandberg (Píseccný vrch), Gabelberg (Rozsocha), Lohberg (Třislovec), Ratzauer Berg, Kleiner und Großer Chlum-Berg, Schafberg, und Stritzelberg (Nad Myslivnou). Im Inneren des Kreises liegen der Schattenberg (Stinný vrch) und der Arbesberg (Jedlový vrch). Die Berge bestehen aus Granitgestein. Auch Gemeindewald (Semneevický les), Kirchenwald und Schwarling Wald östlich von Messhals werden zu den Siebenbergen gezählt.
Ein bekanntes Denkmal in den Siebenbergen ist der Gedenkstein U ručiček (Bei den Händen). Der Stein hat zwei in Stein gemeißelten Hände, das Wort REN, d. h. Rendezvous oder Treffen, das Jahr 1768, die Inschrift „Wilkommen“ und in Stein gemeißelte Namen vorwiegend deutschböhmischer Bauern. Der Stein erinnert an die Klärung von Streitigkeiten zwischen Bauern und ist ein beliebter Ort für die Gäste der Region.